# Cipta Sari
Cipta Sari is een bestuurslaag in het regentschap Ogan Komering Ilir van de provincie Zuid-Sumatra, Indonesië. Cipta Sari telt 2108 inwoners (volkstelling 2010).